# Церква святителя Димитрія Ростовського (Козачки)
Церква святителя Димитрія Ростовського в Козачках — парафія і храм Лановецького благочиння Тернопільської єпархії Православної церкви України в селі Козачки Кременецького району Тернопільської области.
Оголошена пам'яткою архітектури місцевого значення (охоронний номер 1633).

## Історія церкви
Перші згадки про храм датуються 1773 роком. Спершу за кошти парафіян збудували каплицю, а у 1873 році — дзвіницю.
Під час війни церква не діяла.
У храмі зберігаються цінні ікони: Іверська ікона Божої Матері та ікона Успіння Пресвятої Богородиці. Їх подарували парафіяни, які на початку XX століття здійснили паломництво до Святої Землі в Єрусалимі.

## Парохи
- о. Пилип Комобанович,
- о. Йосип Шелитило (1827—1840),
- о. Микола Левіцький (1840—1842),
- о. Степан Давидович (1842—1846),
- о. Олексій Лотоцький (1846—1851),
- о. Миколай Левицький (1851—1852),
- о. Василій Гутовський (1852—1884),
- о. Михайло Мосоновський (1884—1885),
- о. Діонісій Карилович (1885—1888),
- о. Павло Головинський (1888—1891),
- о. Георгій Лотоцький (1891—1910),
- о. Микола Брюховський (1953—1956),
- о. Тимофій Крючковський (1956—1979),
- ієромонах Юлій,
- о. Володимир Андрухів (1994—1996),
- о. Юрій Бойко (з 1999).